# Waldaubacher Hecke bei Rabenscheid
Das Naturschutzgebiet Waldaubacher Hecke bei Rabenscheid liegt auf dem Gebiet der Gemeinde Breitscheid im Lahn-Dill-Kreis in Hessen. Das 15,52 ha große Gebiet wurde am 29. März 1984 unter der Kennung 1532014 unter Naturschutz gestellt.

## Lage
Die Waldaubacher Hecke bei Rabenscheid erstreckt sich westlich von Rabenscheid, einem Ortsteil der Gemeinde Breitscheid in der Nähe der Landesgrenzen zu Rheinland-Pfalz und Nordrhein-Westfalen. Sie befindet sich südlich der Kreisstraße K 38 und dem Naturschutzgebiet Rabenscheider Holz. Das Naturschutzgebiet Waldaubacher Hecke bei Rabenscheid wird regional „Metzelnheck“ genannt und ist Bestandteil des FFH-Gebietes „Hoher Westerwald“ (5314-301) und des europäischen Vogelschutzgebietes „Hoher Westerwald“ (5314-450).

## Bedeutung
Das Naturschutzgebiet umfasst naturnahe Wiesen, Grünlandbereiche und weist im südlichen Teil einen Übergang zu einem kleinen Waldareal mit der typischen Sukzessionsfläche auf. Die in geringer Anzahl vorhandenen Halbsträucher wurden als landwirtschaftliche Relikte erhalten durch die für den Westerwald typische Nutzung des gemeindeeigenen Grünlandes als Viehweide mit Hausschafen, Ziegen und Rindern. Aufgrund der historischen Nutzungsweise wurden Feuchtwiesen und Streuwiesen mit ihren unterschiedlichen und teilweise seltenen Pflanzengesellschaften erhalten, welche durch die intensive Nutzung von Viehweiden und Überdüngung der Wiesen selten geworden sind. An manchen Stellen sind die Wiesen sumpfig und haben einen moorähnlichen Charakter und beherbergen an diese nassen Standortbedingungen angepassten Arten.

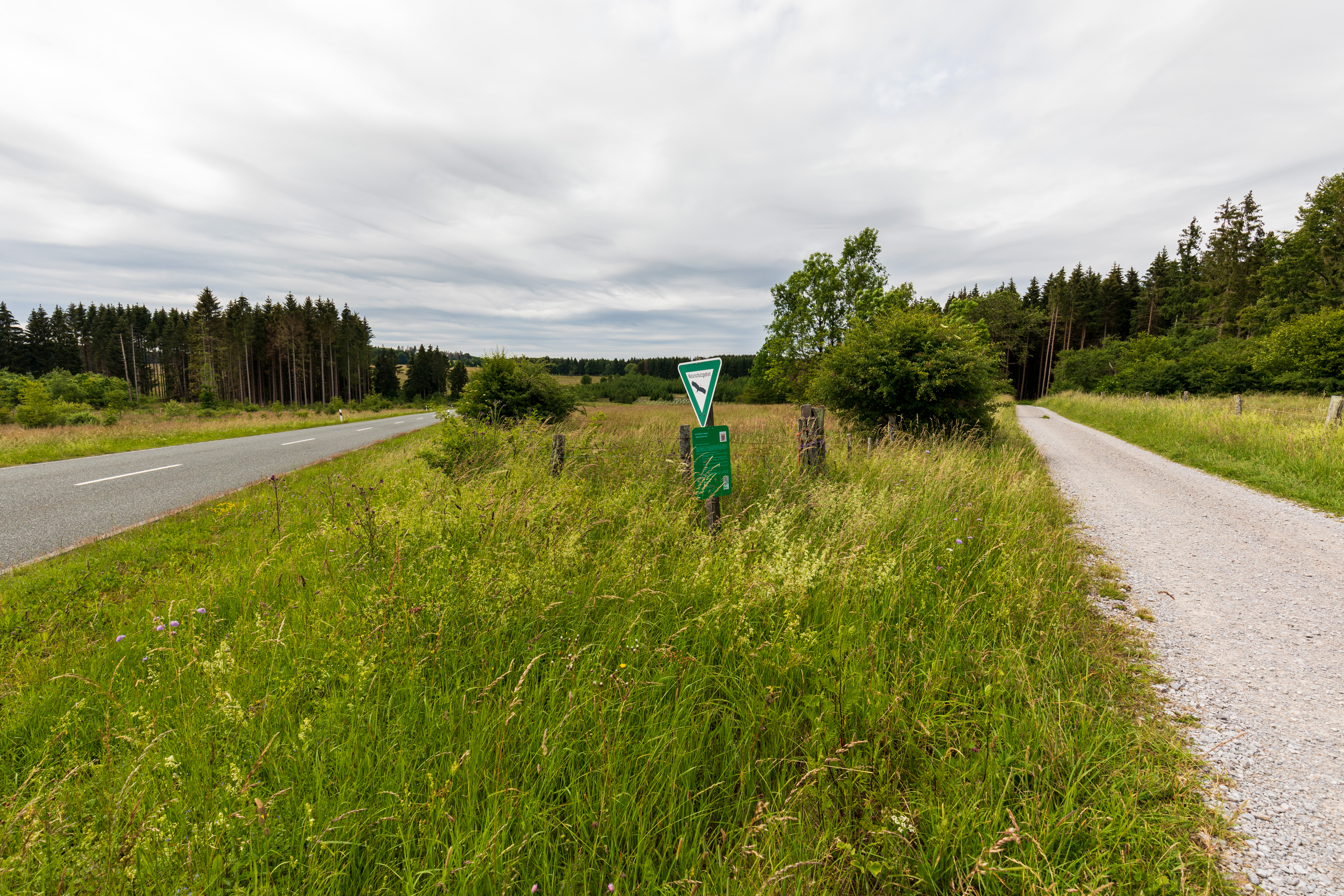
Blick von der Kreisstraße
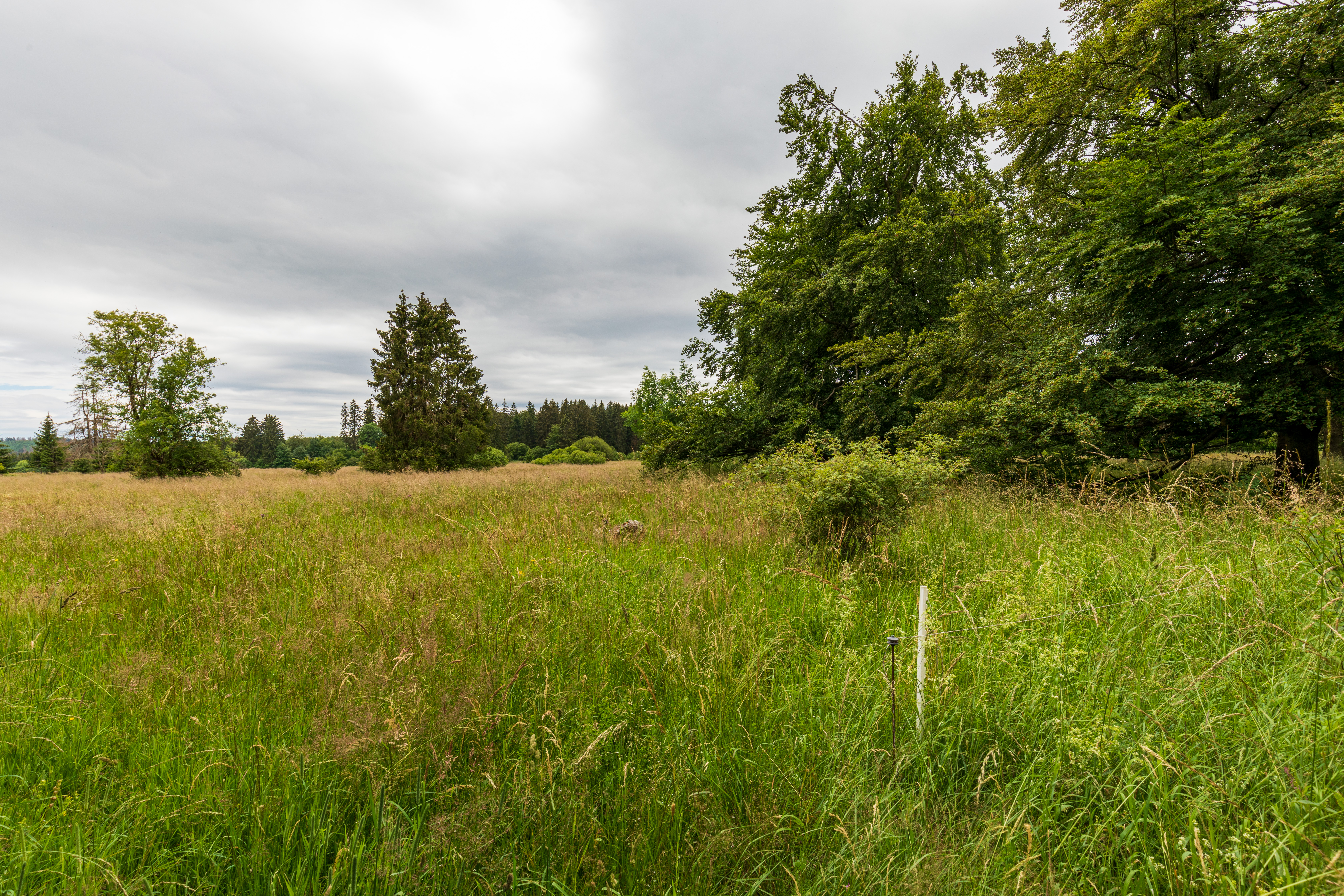
Blick in das Naturschutzgebiet

## Flora und Fauna
Auf den offenen Wiesenflächen der Feuchtwiesen wurden seltene Gräser und viele Arten von Blütenpflanzen erfasst, welche den 160 nachgewiesenen Schmetterlingsarten wie dem Blauschillernden Feuerfalter (Lycaena helle) als Nahrungspflanzen dienen. Die Wiesen sind Brutgebiet und Lebensraum für stark gefährdete oder vom Aussterben bedrohte Vogelarten.

### Flora
Im Naturschutzgebiet wurden folgende seltene Pflanzenarten nachgewiesen:
Die Trollblume (Trollius europaeus), das Sumpf-Blutauge (Potentilla palustris), das Gefleckte Knabenkraut (Dactylorhiza maculata) und die Grünliche Waldhyazinthe (Platanthera chlorantha).

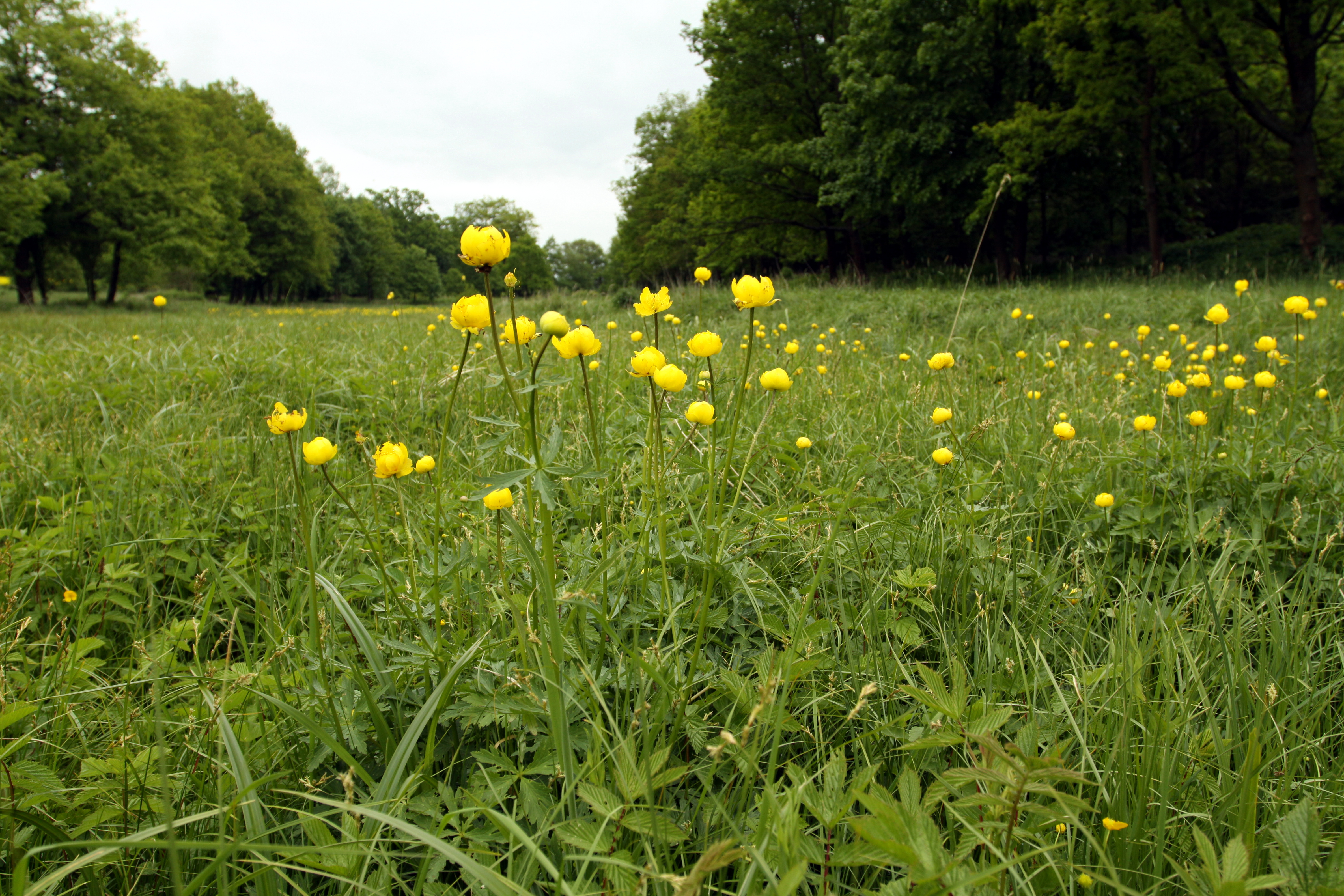
Trollblume (Beispielfoto)
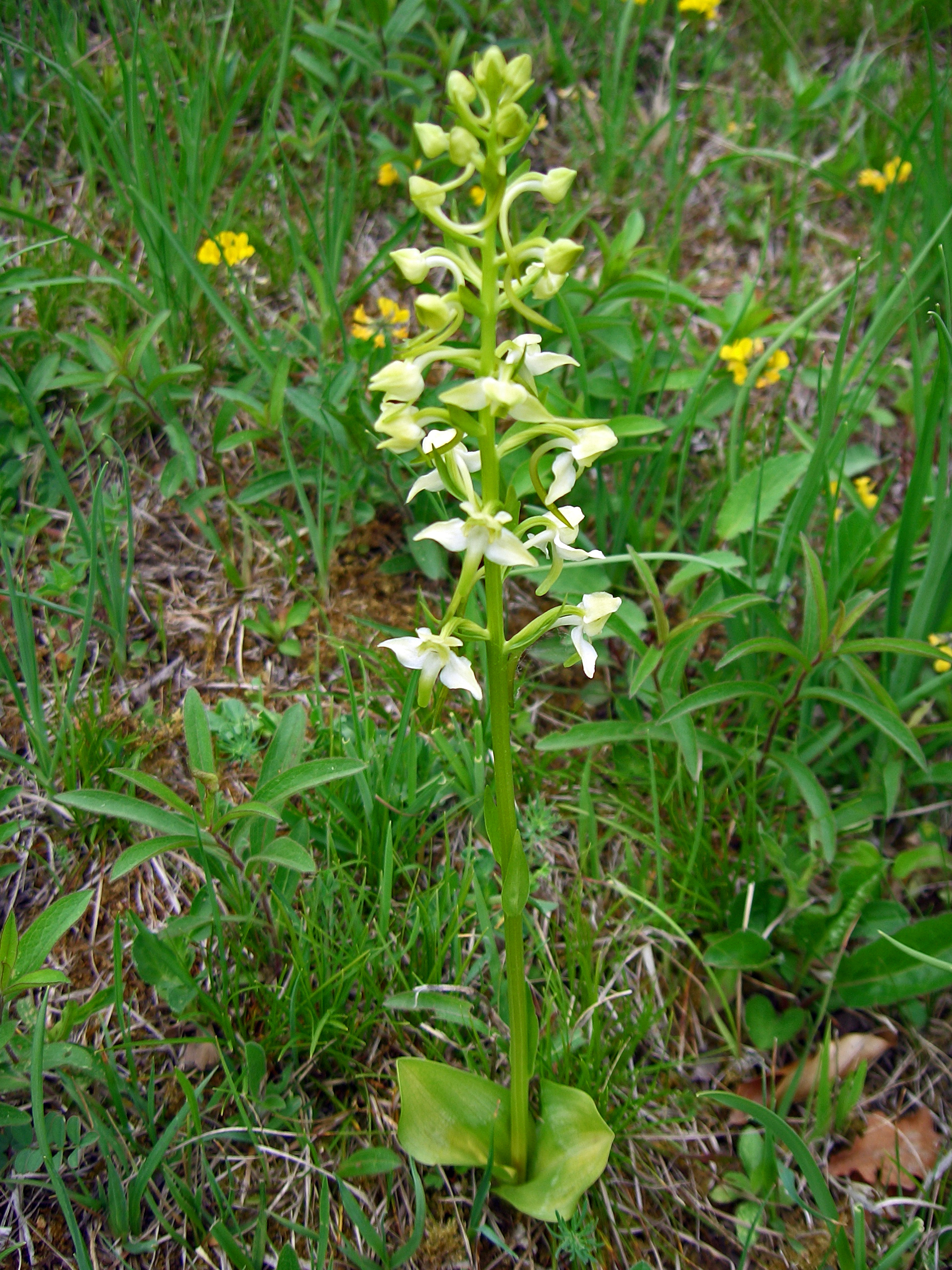
Grünliche Waldhyazinthe (Beispielfoto)
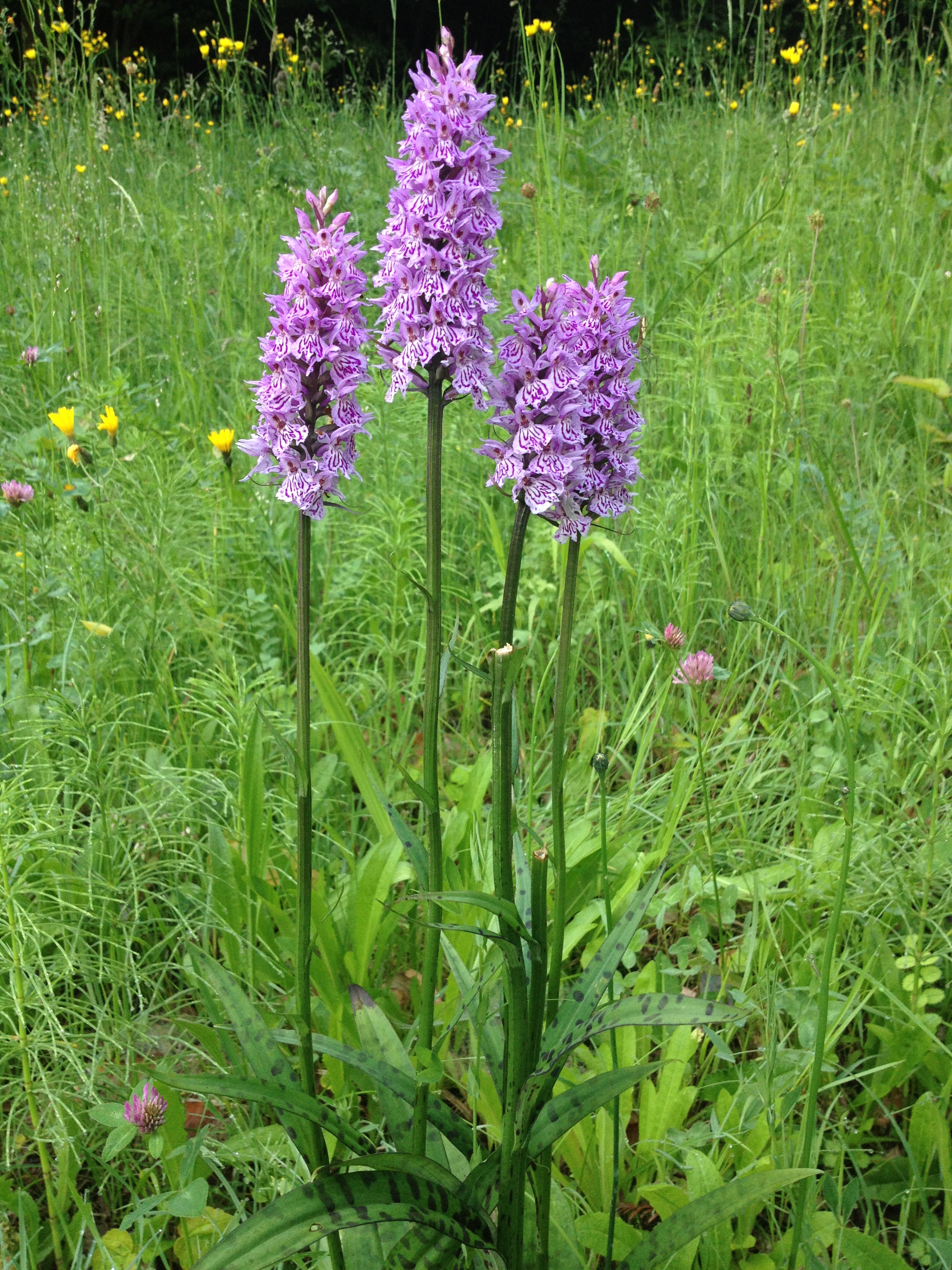
Geflecktes Knabenkraut (Beispielfoto)

### Fauna
Die folgenden seltenen Tierarten wurden für die „Waldaubacher Hecke“ aufgezeichnet:
Der Blauschillernde Feuerfalter (Lycaena helle), der Dukatenfalter (Lycaena virgaureae), der Raubwürger (Lanius excubitor), der Wiesenpieper (Anthus pratensis), das Braunkehlchen (Saxicola rubetra) und die Bekassine (Gallinago gallinago).

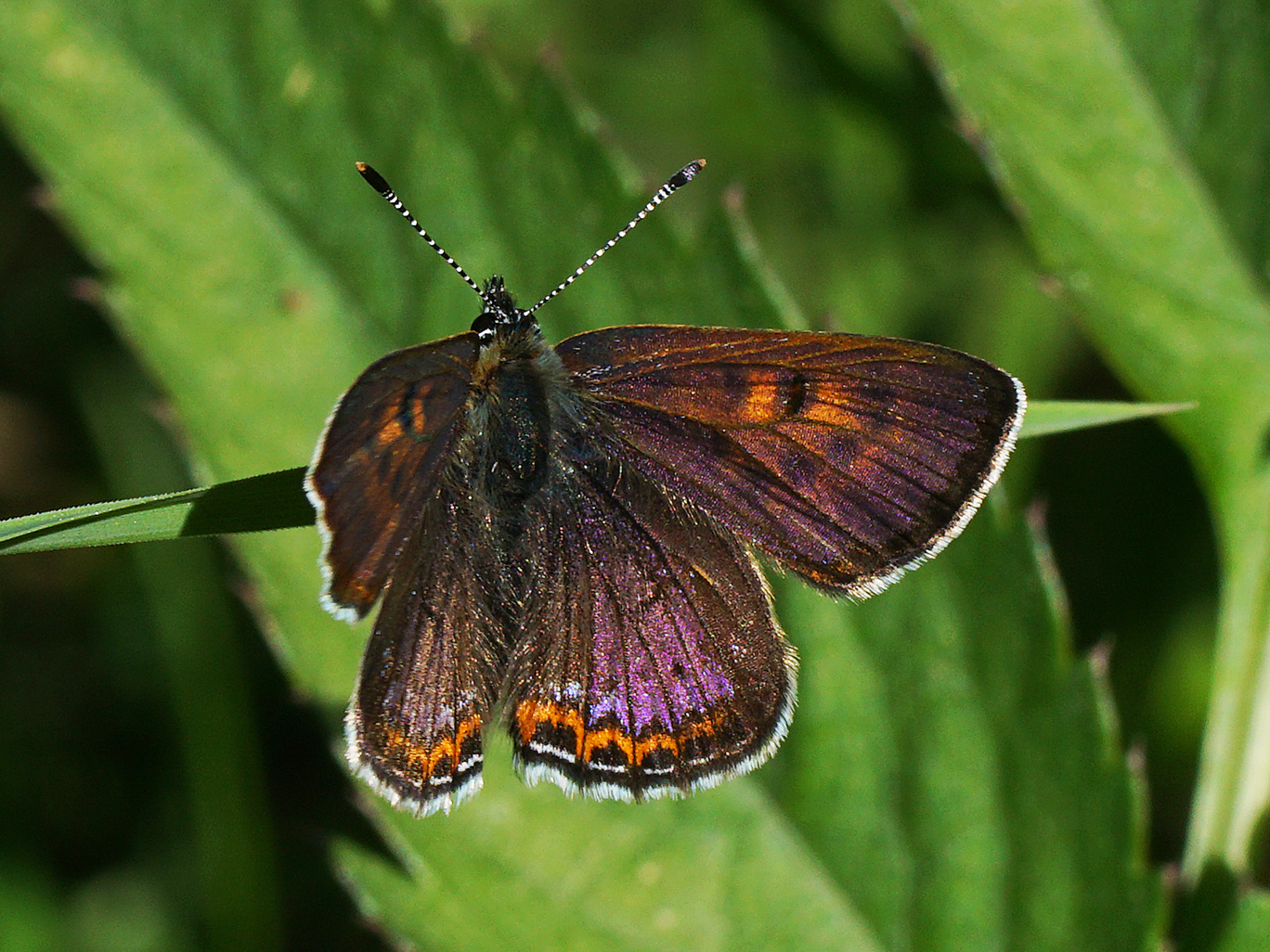
Blauschillernder Feuerfalter (Beispielfoto)
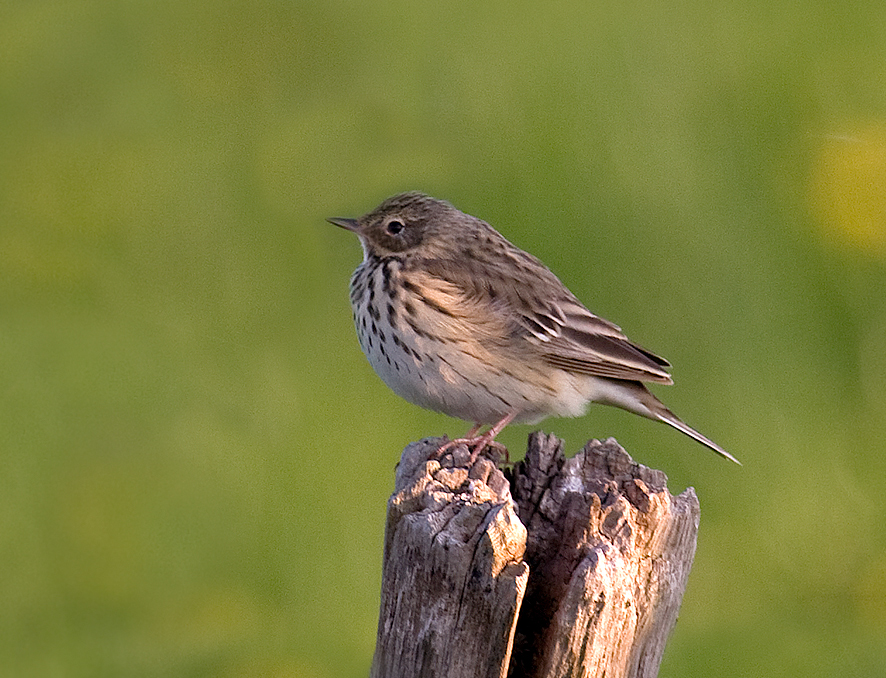
Wiesenpieper (Beispielfoto)
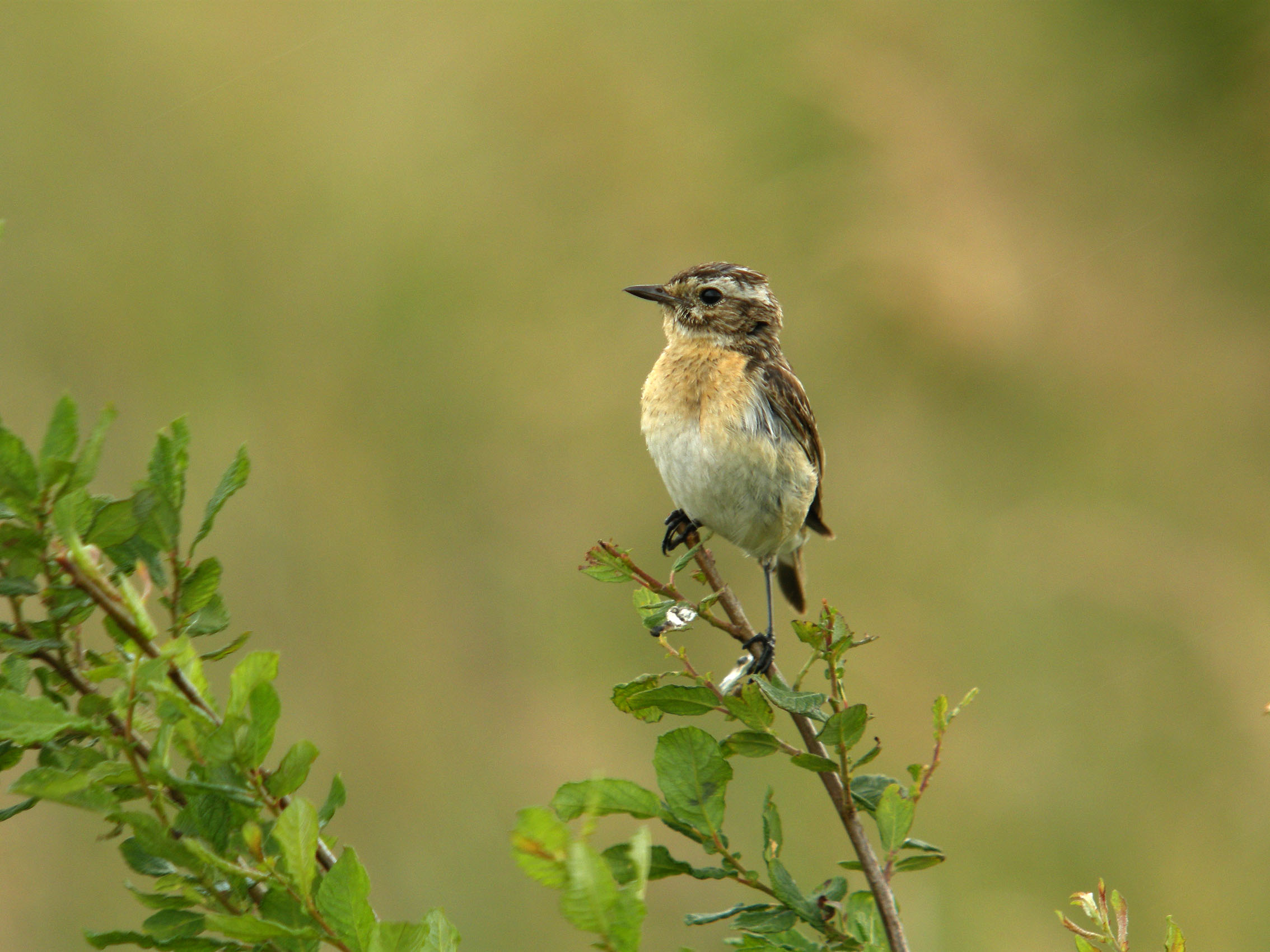
Braunkehlchen (Beispielfoto)

## Pflegemaßnahmen
Im Jahr 2013 wurde ein Managementplan für das FFH-Gebiet „Hoher Westerwald“ (5314-301) aufgestellt der für das Naturschutzgebiet als Teil der Gesamtfläche eine Entnahme von Gehölzen und durchwachsenden Bäumen auf dem Wiesenareal, einen Rückbau der Entwässerungsgräben und eine Beweidung der Wiesenflächen mit Rindern ausweist die dem Erhalt des offenen Grünlandes und der Feuchtbrachen dienen.